# الواتش
الواتش هي قرية في مقاطعة أرومية، إيران. عدد سكان هذه القرية هو 5,320 في سنة 2006.